# Arlberg
L’Arlberg est un col d'Autriche situé à 1 793 mètres d'altitude et séparant le Vorarlberg du Tyrol. L'Arlberg est très connu pour son domaine de ski alpin. La ville de Sankt Anton am Arlberg a notamment été l'hôte des Championnats du monde de ski alpin 2001. De nombreuses épreuves de Coupe du monde y ont également eu lieu, la dernière fois en 2013. Une épreuve de Coupe du monde devait y avoir lieu en janvier 2016, mais les courses ont dû être déplacées à Zauchensee pour manque de neige.
Deux tunnels passent sous le col : le tunnel routier de l'Arlberg, où passe l'Arlberg Schnellstraße, et le tunnel ferroviaire de l'Arlberg, où circulent les trains de la ligne de l'Arlberg.